# Brahim Díaz
Brahim Abdelkader Díaz - em árabe, ابراهيم عبد القادر دياز (Málaga, 3 de agosto de 1999) é um futebolista espanhol naturalizado marroquino que atua como meia-atacante. Atualmente defende o Real Madrid.
É agenciado por Pere Guardiola, irmão do técnico do Manchester City, Josep Guardiola.

## Carreira

### Início
Revelado pelo Málaga, Brahim Díaz foi contratado pelo Manchester City em 2013 por 200 mil libras, recusando uma proposta do Barcelona, mesmo com Xavi, Andrés Iniesta e Lionel Messi tentando convencer o jovem atleta a assinar com a equipe catalã.

### Manchester City
Estreou profissionalmente em 21 de setembro de 2016, quando substituiu Kelechi Iheanacho na vitória por 2 a 1 contra o Swansea City, pela Copa da Liga. Na Premier League, o debut foi em 27 de janeiro de 2018, na vitória por 3 a 1 sobre o Newcastle.

### Real Madrid
No dia 6 de janeiro de 2019, foi anunciado como novo jogador do Real Madrid pelo valor de 17 milhões de euros.

### Milan
No dia 09 de setembro de 2020, foi anunciado o seu empréstimo ao Milan, até o fim da temporada 2020–21. No dia 19 de julho de 2021 foi anunciada a renovação do empréstimo de Brahim, dessa vez até 2023. Brahim herdou a camisa 10, deixado por Hakan Çalhanoğlu.

## Seleções Nacionais
O atacante faz parte da equipe Sub-21 da Espanha, após jogar nas categorias Sub-17 e Sub-19 da Fúria.
Díaz disputou apenas uma partida com a camisa da seleção espanhola principal, um amistoso em 2021 contra a Lituânia. Na ocasião, o atacante marcou um dos gols da vitória dos espanhóis por 4x0.
Depois dessa partida, que contou majoritariamente com jogadores da categoria sub-21, não foi mais convocado para a Roja. Díaz decidiu então defender o Marrocos, país de origem do seu pai, oficializado pelo técnico Walid Regragui na convocação para os amistosos contra Angola e Mauritânia em março de 2024.

## Títulos
Manchester City
- Campeonato Inglês: 2017–18
- Supercopa da Inglaterra: 2018

Real Madrid
- Copa Intercontinental : 2024[13]
- Supercopa da Espanha: 2019–20,  2023–24
- Campeonato Espanhol: 2019–20, 2023–24
- Liga dos Campeões da UEFA: 2023–24
- Supercopa da UEFA: 2024

Milan
- Campeonato Italiano: 2021–22

### Prêmios individuais
- Equipe do torneio do Campeonato Europeu Sub-17 de 2016[14]
- Melhor jogador da partida Milan 1x0 Napoli da Liga dos Campeões da UEFA 2022-23[15][16]